# 东风7J型柴油机车
东风7J型柴油机车（DF7J），是中国铁路使用的柴油机车车型之一，也是继NJ1型机车之后中国第二种采用交流电传动技术的调车用柴油机车，由北京二七机车厂于2003年设计制造，标称功率1,730千瓦，最大运行速度为100公里/小时。

## 概要

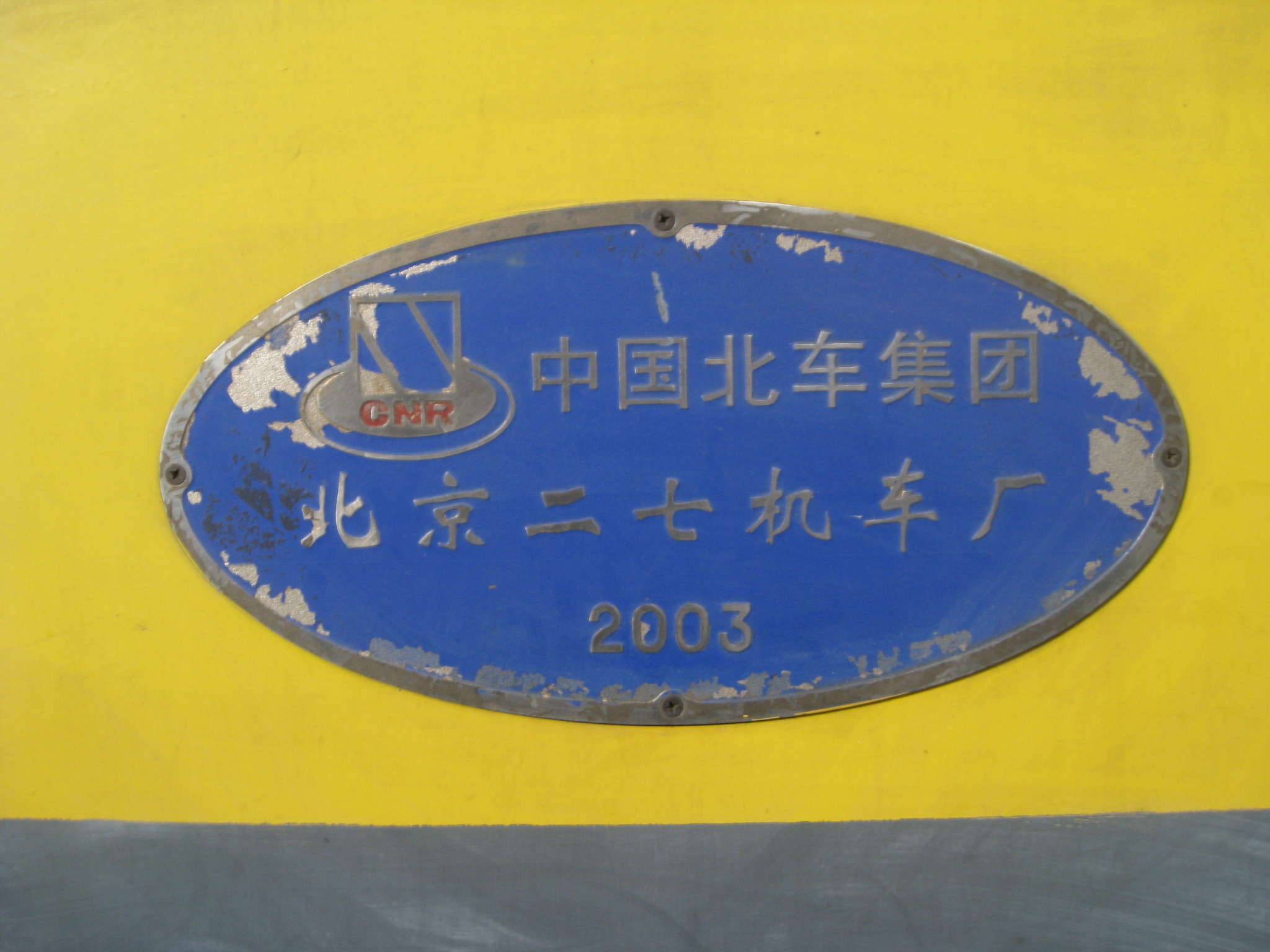
中国铁路东风7J型交流传动内燃机车的铭牌

为了满足5000吨重载货物列车的调车、牵引需要、提高编组站的作业效率，北京二七机车厂于2000年代初开始研制交流传动调车柴油机车，以东风7C型、东风7E型柴油机车为基础，于2003年试制了一台机车。根据中华人民共和国铁道部运输局《运装机运【2003】108号》电报指示，这种机车定型为东风7J型，代号DF7J，其中字母“J”代表交流传动。
2003年9月，东风7J型0001号机车配属北京铁路局北京机务段，在丰台西站担当调车作业。
2004年12月至2005年1月，在铁道部科学研究院环行铁道进行了型式试验。
2005年12月，东风7J型机车通过了中国北车集团2005年度科技成果鉴定。

## 技术特性
东风7J型机车采用车架承载的外走廊式车体，设置一个司机室，按对角线设有主副两个操纵台，可双向运行操纵机车。机车装有一台12气缸、四冲程、带涡轮增压的12V240ZJ6E型柴油机，标定功率2400千瓦，最大运用功率2200千瓦。
机车的传动方式为交—直—交传动，主传动系统由无刷励磁交流主发电机、整流柜、电抗器、牵引逆变器、异步牵引电动机及制动电阻等组成，其中牵引电动机采用滚动轴承抱轴方式悬挂，取代了东风7C型的滑动抱轴承式半悬挂，牵引逆变器为株洲电力机车研究所旗下株洲变流技术国家工程研究中心（中车时代电气的前身）研制的TGN13型IGBT-VVVF，内含三个IBBM90B型变频器模块，冷却方式为铝散热器强迫风冷。
机车走行部为两台无导框式三轴转向架，结构与东风7C型机车基本相同。一系悬挂为螺旋弹簧和橡胶垫，二系悬挂为橡胶堆。基础制动装置采用自动调整的单侧双闸瓦形式，设有弹簧停车制动装置。
机车采用了模块化设计和多级分布式微机控制系统，后者分为机车级、逆变器级和人机界面级，各级微机通过“LonWorks”网络交换信息。

## 车辆保存
- 东风7J型0001号机车：曾配属于北京铁路局北京机务段丰台西编组站，退役后于2010年7月1日交付中国铁道博物馆永久收藏。

## 参看
- 东风7C型柴油机车
- 东风7E型柴油机车
- 东风7F型柴油机车
- 东风12型柴油机车
- NJ1型柴油机车